# Circolo della libertà
L'Associazione nazionale Circolo della libertà (o Circoli della libertà) è un'associazione politica italiana fondata il 20 novembre 2006, vicina a Forza Italia e,  conseguentemente, federatosi poi al movimento Il Popolo della Libertà.
Tra i suoi scopi dichiarati, alla nascita, il "rinnovamento della coalizione della Casa delle Libertà e della politica italiana in generale".
Presidente e animatrice del movimento è Michela Vittoria Brambilla, già presidente dei Giovani imprenditori di Confcommercio.

## Storia e funzione
L'idea dei  Circoli della libertà fu proposta da Silvio Berlusconi al meeting di Rimini di Comunione e Liberazione dell'agosto 2006 e da lui rilanciata in occasione della manifestazione nazionale della CdL di piazza San Giovanni a Roma del 2 dicembre successivo. formalmente, l'associazione si era costituita già il 20 novembre per opera di un gruppo di giovani esponenti del mondo dell'imprenditoria e delle professioni dell'area politica di Forza Italia.
L'idea dei circoli era quella di costituire un'aggregazione politico-culturale (anche a livello universitario, con i circoli Universitas) di cittadini che vogliano partecipare alla vita politica nazionale con dibattiti nei quali avanzare proposte da presentare alle amministrazioni cittadine.

## Presenza sul territorio
Stando ad un articolo del quotidiano la Repubblica, l'effettiva radicazione territoriale dei circoli risulta dubbia, ed ampiamente ridimensionata rispetto ai dati forniti da esponenti vicini ai circoli stessi.
Al primo raduno dei Circoli, tenutosi a Roma il 6 ottobre 2007, avrebbero partecipato circa 12.000 persone in rappresentanza degli oltre 5.000 circoli esistenti, a quella data, in tutta Italia.
A seguito dell'istituzionalizzazione dell'associazione, con la nomina da parte di Vittoria Brambilla dei coordinatori regionali e provinciali, i Circoli della libertà hanno aderito al partito "il Popolo della Libertà".
La scelta delle candidature e della gestione territoriale ha provocato malumori tra alcuni dirigenti, sfociati in un'assemblea di circoli "dissidenti" tenutasi a Firenze sabato 16 febbraio 2008. L'assemblea ha deliberato la costituzione del Movimento per la libertà e una raccolta di firme da inviare a Silvio Berlusconi per chiedere "cittadinanza" nel PdL al pari dei circoli brambilliani.

## Organi di comunicazione
L'associazione gestisce la rete televisiva  TV della Libertà e dal 2007 al maggio 2008 il giornale Giornale delle Libertà, pubblicato con cadenza settimanale e distribuito in allegato a Il Giornale e via web sul sito ufficiale dell'associazione.
All'uscita del primo numero, i giornalisti de Il Giornale protestarono contro l'iniziativa dell'abbinamento con uno sciopero, ma il quotidiano venne comunque distribuito. Tuttavia, in seguito ad altre e reiterate proteste si è giunti a un compromesso nel quale si concordava la cessazione della protesta dei giornalisti in cambio di una riduzione di formato da parte del Giornale della Libertà.